# Andaluzia
A Andaluzia (em castelhano: Andalucía) é uma comunidade autônoma da Espanha, localizada na parte meridional do país. É limitada, a oeste, por Portugal (regiões do Alentejo e Algarve); a norte pela Estremadura e Castela-Mancha, a este pela Múrcia; e a sul por Gibraltar, pelo oceano Atlântico e mar Mediterrâneo, numa costa com cerca de 910 quilômetros. A sua capital é a cidade de Sevilha, onde tem, a sua sede, a Junta da Andaluzia, enquanto que o Tribunal Superior de Justiça da Andaluzia tem a sua sede na cidade de Granada.
O seu nome provém de Al-Andalus, nome que os muçulmanos davam à Península Ibérica no século VIII. É a segunda maior comunidade autônoma espanhola e a mais populosa. Tornou-se comunidade autônoma em 1982. Segundo o seu estatuto autonômico, possui a condição de "nacionalidade histórica". O gentílico correspondente é andaluz.

## História
A sua origem remonta à Pré-história: o primeiro povoamento da Andaluzia data do período paleolítico. Por volta de 1000 a.C., estabeleceram-se diversos povos na região, entre eles os fenícios, gregos e cartagineses. Reino de Tartesso foi o nome pelo qual os gregos denominaram a região que tinha, por linha central, o vale do rio Tartesso, que depois os romanos chamaram Bétis e os árabes Guadalquivir. No século VI a.C., Tartesso desapareceu abruptamente e, quando os romanos chegaram lá, o reino já não existia mais. Os cartagineses abandonaram a região quando Cartago foi derrotada pelos romanos na Segunda Guerra Púnica.
Os romanos dominaram a região e lhe deram o nome de Bética, ficando ali até as invasões dos vândalos e visigodos. Na época do domínio romano, a região era rica e exportava vinho e, principalmente, azeite. Enquanto os vândalos permaneceram por pouco tempo na região, os visigodos fundaram um reino que durou até a chegada dos muçulmanos oriundos do Norte da África e do Próximo Oriente.
Em 711, os árabes invadiram a região, num domínio que durou oito séculos e que deixou marcas na população e na cultura da Andaluzia. Estabeleceram um emirado com capital em Córdova que se tornou independente de Damasco no ano de 929. Este período foi de grande prosperidade sociocultural. A agricultura desenvolveu-se muito, tal como as indústrias naval, de papel, do vidro, dos tecidos e da cerâmica. Provavelmente o nome Andaluzia seria uma denominação dos árabes relacionada aos vândalos.
Durante o século XI, o califado debilitou-se em guerras civis, sendo a região conquistada pelos Reis Católicos, facto conhecido como a conquista de Granada, em 1492. A presença árabe na região pode ser constatada por vários monumentos — como as fortalezas de Alhambra e mesquitas como a de Córdova —, assim como no vocabulário, com palavras incorporadas ao léxico espanhol.
A gênese da cultura andaluza moderna pode ser rastreada até a última fase da Reconquista e os dois séculos que se seguiram (séculos XIII a XVII), quando houve uma maior adoção do catolicismo pela população. As outras religiões que haviam sido encontradas na região durante os sete ou oito séculos anteriores declinaram, nomeadamente o islã sunita e o judaísmo sefardita, principalmente devido a política de conversão forçada da Inquisição espanhola. Também coincidiu com a chegada dos ciganos em meados do século XV, que também contribuíram para a cultura da Andaluzia moderna. A Andaluzia foi fortemente reassentada por castelhanos, leoneses e outros povos das regiões do centro e norte da Espanha, e é hoje, talvez, a região mais fervorosa do país.
Depois da conquista castelhana, o território da atual Andaluzia estava ocupado por quatro reinos: Sevilha, Córdova, Xaém e Granada. Porém, na época o termo "Andaluzia" só designava os reinos de Xaém, Sevilha e Córdova. O que é conhecido como território atual só se formou após a Guerra das Alpujarras, de 1570–1572, quando ocorreu a total expulsão dos mouriscos da região. Primeiro, os mouriscos (espanhóis descendentes de muçulmanos) se dispersaram pelo Reino de Castela, sendo depois totalmente expulsos da Península Ibérica em 1609. A expulsão foi levada a cabo durante 7 anos, até 1616. Nessa data terminou a existência dos mouriscos na Espanha, que foram expulsos ou transladados. A grande maioria dos que foram expulsos se estabeleceram na parte ocidental do Império Otomano e em Marrocos.
Já outros decidiram emigrar para as colônias espanholas nas Américas junto com outros espanhóis.
Os andaluzes formaram o principal componente da imigração colonial espanhola em certas partes do Império Espanhol nas Américas e Ásia, e foram também o maior grupo na colonização das ilhas Canárias. Os andaluzes e os seus descendentes predominaram nas ilhas Canárias (Espanha), nas ilhas do Caribe (Porto Rico, República Dominicana) e Guatemala, Costa Rica, Panamá, a costa caribenha da Colômbia (conhecida como Nova Granada durante a época colonial) e na Venezuela. Também foram predominantes na região do Rio da Prata (Argentina e Uruguai) e nas áreas costeiras do Chile. Na Ásia, os andaluzes predominaram na população espanhola das Filipinas, evidenciado pelo forte componente andaluz dos colonizadores espanhóis desta nação, ainda que estivessem sob a supervisão colonial do vice-rei da Nova Espanha (México).
A campanha de expansão castelhana na América durante o século XVI causou um período de esplendor na Andaluzia ocidental, especialmente em Huelva, Sevilha e Cádis, por causa da sua localização como porta de saída para a América. Granada, pelo contrário, tinha seus interesses no Mediterrâneo. No século XVIII, algumas partes da Andaluzia foram repovoadas por povos vindos de diversos outros países europeus e da região atualmente conhecida como Espanha.
Até o século XIX, a Andaluzia viveu um período dourado, porém, a Guerra pela Independência Espanhola (Guerra Peninsular) e a independência das colônias espanholas foram fatais. Várias revoltas surgiram no território da Andaluzia, entre eles o bandoleirismo (quadrilhas que atacavam viajantes). A grave crise econômica conduziu aos andaluzes a apoiar a revolução de 1868 ("la Gloriosa" ou "la Setembrina") que acabou por destronar a rainha Isabel II. A Primeira República Espanhola fracassa, a monarquia é restituída, assumindo Afonso XII, filho de Isabel II.
Em 1883, é aprovada a Constituição Federal de Antequera, que foi um intento falido por dotar a Andaluzia de um estado independente que se integraria voluntariamente como estado federal em uma federação hispânica. Foi fruto das convulsões vividas desde a revolução de 1868. É neste momento que muitos situam o nascimento do nacionalismo andaluz.
Com apoio do rei Afonso XIII, o general Primo de Rivera inicia uma ditadura na Espanha que durou de 1923 a 1930, mas foi só com a proclamação da Segunda República Espanhola que se tentou resolver alguns problemas da Andaluzia, como o analfabetismo e a reforma agrária. Em 1939 após a Guerra Civil Espanhola, o general Francisco Franco assumiu o poder e os pequenos avanços feitos a favor da reforma agrária se perderam. Houve avanços na região com desenvolvimento da indústria, turismo e transporte. Com a morte de Franco, a Espanha institui o regime de monarquia parlamentarista e começou uma transição para a democracia.
Em 1980, a Andaluzia adquiriu sua condição atual de comunidade autônoma espanhola e começou uma lenta recuperação. Em 1992, inaugurou-se o trem de alta velocidade entre Sevilha e Madri e se celebrou a Exposição Universal de Sevilha.

## Geografia
É a segunda maior comunidade autônoma espanhola em extensão territorial, perdendo apenas para Castela e Leão.

### Clima
A região é influenciada por um clima temperado mediterrânico cujas características variam conforme o relevo. Na Costa do Sol, é o mediterrânico subtropical, com temperaturas amenas no inverno e não muito elevadas no verão. No vale do Guadalquivir, ocorrem os verões mais quentes de toda a Europa, com a média das temperaturas máximas a excederem os 35 °C e nas áreas mais quentes a chegarem aos 37 °C. A área de Almeria é a mais árida de toda a Europa e, nas montanhas, a temperatura é muito baixa no Inverno, sendo acompanhada de precipitação abundante em forma de neve.

### Relevo

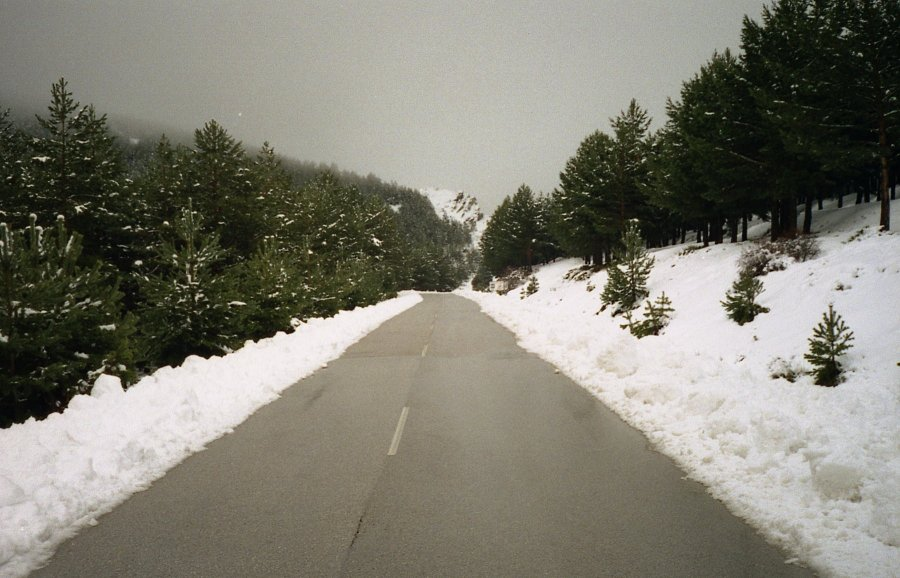
Porto da Ragua, na Serra Nevada

Compreende três unidades fundamentais:
- Serra Morena
- Cordilheiras Béticas: paralela ao mediterrâneo, seu ponto mais alto é Serra Nevada
- Vale do Guadalquivir

### Hidrografia
O maior rio da Andaluzia é o Guadalquivir (657 km), que nasce na serra de Cazorla (Xaém), passa pelas cidades de Córdova e Sevilha, e desemboca em Sanlúcar de Barrameda, em Cádis).
Outros rios importantes são o Guadiana, o Odiel-Tinto, o Rio Genil e o Guadalete-Barbate.

### Demografia
Religião na Andaluzia (2019)
A Andaluzia é a primeira comunidade autónoma espanhola em população, que em 2023 era de 8 538 376 habitantes. A população concentra-se sobretudo nas capitais provínciais e na costa, pelo que o nível de urbanização da Andaluzia é bastante alto — metade da população andaluza reside nas 26 cidades com mais de 50 000 habitantes. Em termos de população, é importante demarcar as seguintes áreas (em 2006):
- Área de Sevilha (1 332 669 habitantes)
- Área de Málaga (1 099 004 habitantes)
- Baía de Cádis (621 712 habitantes)

A cidade mais populosa da Andaluzia é Sevilha, com 704 414 habitantes, seguida por Málaga (560 631 habitantes), Córdova (322 867 habitantes), Granada (237 929 habitantes) e Jerez de la Frontera (206 274 habitantes). A Andaluzia concentra a atual população cigana na Espanha, que é calculada entre 500 mil e 800 mil indivíduos, população esta com grande influência na criação de um dos principais elementos da cultura espanhola contemporânea: o flamenco.
No que toca às crenças religiosas, de acordo com um inquérito do Centro de Investigações Sociológicas (CIS), realizado em outubro de 2019, a grande maioria da população andaluza segue o Catolicismo (76,5%), ainda que na sua maior parte não sejam praticantes. Mais de um quinto dos andaluzes não possui religião (21,2%), distribuídos por indiferentes (9,1%), ateus (6,7%) e agnósticos (5,4%). Menos de 2% da população seguem outras religiões.

## Política
O seu Estatuto de Autonomia estabelece que o governo da região é a Junta da Andaluzia, o Parlamento da Andaluzia e o Tribunal Superior de Justiça da Andaluzia. O órgão executivo é o Conselho de Governo da Andaluzia e o Parlamento elege 109 deputados.

## Divisão política-administrativa
A Andaluzia adquiriu sua autonomia em 1980 após recorrer ao artigo 151 da Constituição espanhola de 1978.

### Províncias
A comunidade da Andaluzia divide-se em oito províncias (atualmente são 50 províncias espanholas), segundo o Decreto de 1833 de División Provincial, planejada por Javier de Burgos. Estas províncias, por sua vez, dividem-se em 774 municípios. As províncias são as seguintes:
- Almeria (635 850 habitantes, 102 municípios)
- Cádis (1 194 062 habitantes, 44 municípios)
- Córdova (788 287 habitantes, 75 municípios)
- Granada (876 184 habitantes, 170 municípios)
- Huelva (492 174 habitantes, 79 municípios)
- Xaém (662 751 habitantes, 97 municípios)
- Málaga (1 491 287 habitantes, 102 municípios)
- Sevilha (1 835 077 habitantes, 105 municípios)

## Economia

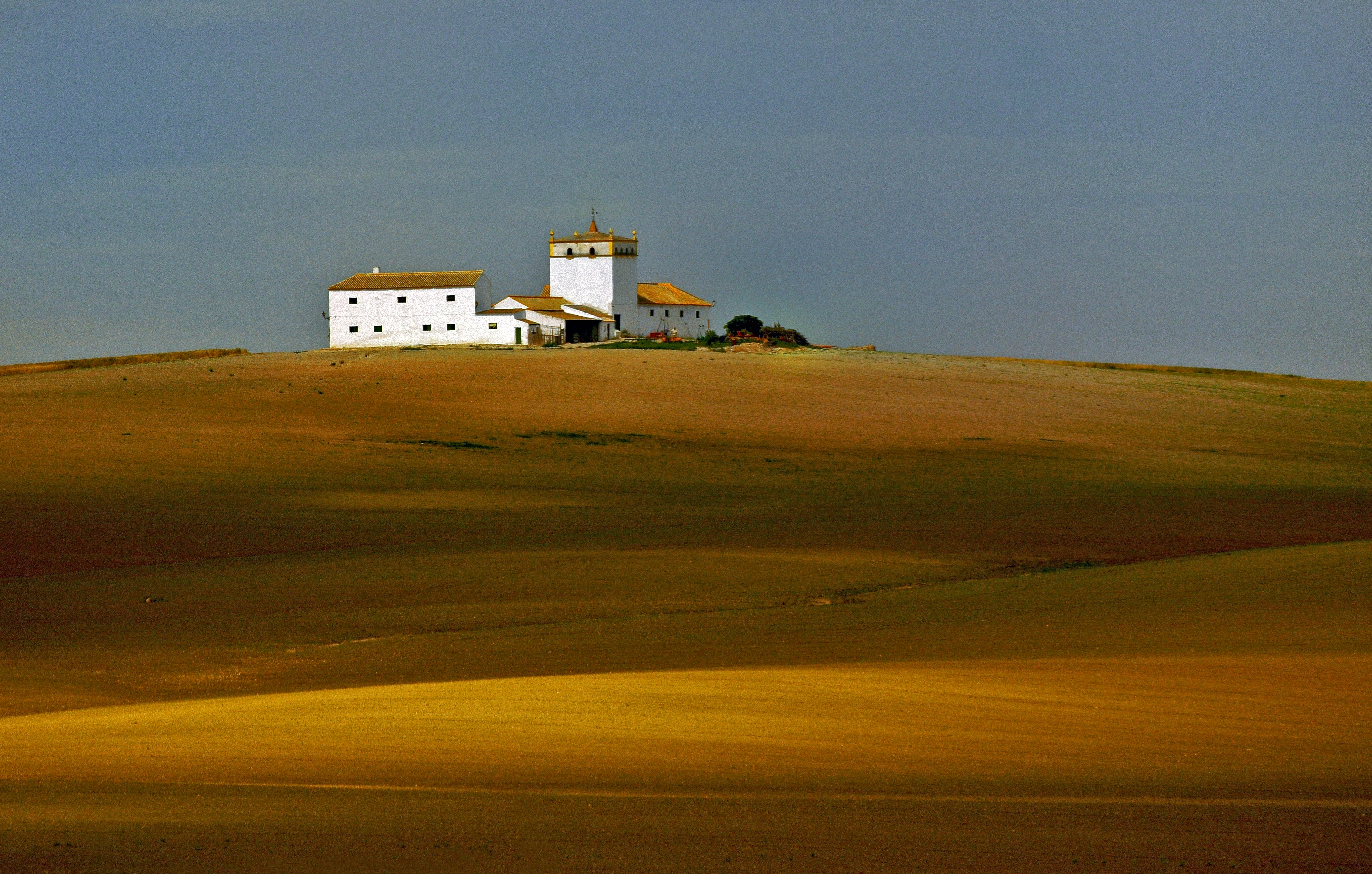
Fazenda na Andaluzia

A Andaluzia é rica em recursos minerais como carvão, chumbo, cobre, ferro, quartzo, prata, mármore e também exporta sal a partir de Cádis e Huelva. Os recursos pesqueiros estão quase esgotados e a indústria está pouco desenvolvida, excetuando a do turismo, que é a mais rentável. É forte sobretudo na produção de azeite (70% do total), arroz, fruta, trigo, plantas industriais e na produção de gado. Os vinhos finos de xerez são muito famosos e com alta qualidade. O comércio está muito desenvolvido e ocupa mais de 50% da população ativa.

### Turismo
Situada ao sul da Espanha, em uma das regiões mais quentes e com várias praias, a Andaluzia proporciona turismo de sol e praia. A sua costa é dividida na Costa da Luz (Huelva e Cádis), banhada pelo oceano Atlântico; na Costa do Sol (parte de Cádis e Málaga); na Costa Tropical (Granada e parte de Almería); e na Costa de Almeria, banhadas pelo mar Mediterrâneo. O turismo cultural mais conhecido é o de Alhambra, em Granada; a Giralda; e a Catedral de Santa Maria, que é a maior catedral da Espanha, em Sevilha, além da mesquita de Córdova. A tourada e o flamenco também atraem muitos turistas ao Sul da Espanha além de algumas outras catedrais, igrejas, castelos e fortalezas.

## Transportes
O comércio exterior faz-se por via marítima através dos portos de Cádis, Málaga, Algeciras, Huelva e Sevilha. As auto-estradas asseguram a sua acessibilidade ao resto do país. Através da linha ferroviária de alta velocidade — AVE —, a Andaluzia estabelece ligação direta com o centro do território e num breve futuro, com toda a Europa. Os aeroportos de Málaga e de Sevilha concentram 70% do tráfego aéreo. Em Sevilha, o |metro é uma realidade desde 2009, e também está sendo construído em Málaga e em Granada.